# Katarzyna Żarczyńska
Katarzyna Żarczyńska – polska lekarka weterynarii, doktor habilitowany nauk rolniczych.

## Kariera naukowa
W 2018 roku uzyskała tytuł lekarza weterynarii, nadanego przez Uniwersytet Warmińsko-Mazurski w Olsztynie.  
24 maja 2013 roku ukończyła studia doktoranckie na kierunku nauki weterynaryjne na Wydziale Medycyny Weterynaryjnej Uniwersytetu Warmińsko-Mazurskiego w Olsztynie na podstawie pracy pt. Stan układu krzepnięcia w przebiegu pokarmowej dystrofii mięśni cieląt. 
Od 2010 roku zatrudniona jest w Uniwersytecie Warmińsko-Mazurskim w Olsztynie.
8 kwietnia 2022 roku uzyskała stopień doktora habilitowanego nauk rolniczych w dyscyplinie weterynarii na Uniwersytecie Warmińsko-Mazurskim w Olsztynie na podstawie rozprawy pt. Badania nad wpływem stosowania organicznych i nieorganicznych form selenu na organizm krów i cieląt rasy Holsztyńsko-Fryzyjskiej.